# 1970 год в авиации
Список событий в авиации в 1970 году.

## События
- 17 января — первый полёт Су-24 (Т-6-2И)
- 4 марта — основана авиакомпания Cargolux.
- 22 сентября — первый полёт Як-38, советского палубного штурмовика, первого в СССР серийного самолёта вертикального взлёта и посадки.[1]
- 19 октября — в ВВС Индии поступил первый МиГ-21ФЛ полностью собранный из индийских деталей и агрегатов.[2]
- 16 ноября — первый полёт Л-1011 Трайстар, третьего широкофюзеляжного пассажирского реактивного авиалайнера в мире.
- 21 декабря — первый полёт истребителя Grumman F-14 Tomcat.

### Без точной даты
- Основана авиакомпания Buffalo Airways.

## Персоны

### Скончались
- 29 января — Болховитинов, Виктор Фёдорович, советский авиаконструктор. Генерал-майор инженерно-авиационной службы (1943), доктор технических наук (1947). Заслуженный деятель науки и техники РСФСР.
- 31 января — Миль, Михаил Леонтьевич, советский конструктор вертолётов и учёный, доктор технических наук (1945), Герой Социалистического Труда (1966), лауреат Ленинской премии (1958) и Государственной премии СССР (1968).
- 9 декабря — Артём Иванович Микоян, советский авиаконструктор, генерал-полковник инженерно-технической службы, глава ОКБ-155.